# فيرديناندو فيتوفرانشيسكو
فيرديناندو فيتوفرانشيسكو (بالإيطالية: Ferdinando Vitofrancesco)‏ (4 أغسطس 1988 بفودجا في إيطاليا - ) هو لاعب كرة قدم إيطالي في مركز الوسط. لعب مع إيه سي ميلان ونادي ألساندريا ونادي بيروجيا ونادي سيتاديلا ونادي كريمونيسي ونادي غروسيتو.

## روابط خارجية
- فيرديناندو فيتوفرانشيسكو على موقع قاعدة بيانات كرة القدم.إي يو (الإنجليزية)
- فيرديناندو فيتوفرانشيسكو على موقع Soccerway.com (الإنجليزية)
- فيرديناندو فيتوفرانشيسكو على موقع عالم كرة القدم.نت (الإنجليزية)